# Naturschutzgebiet Iberg

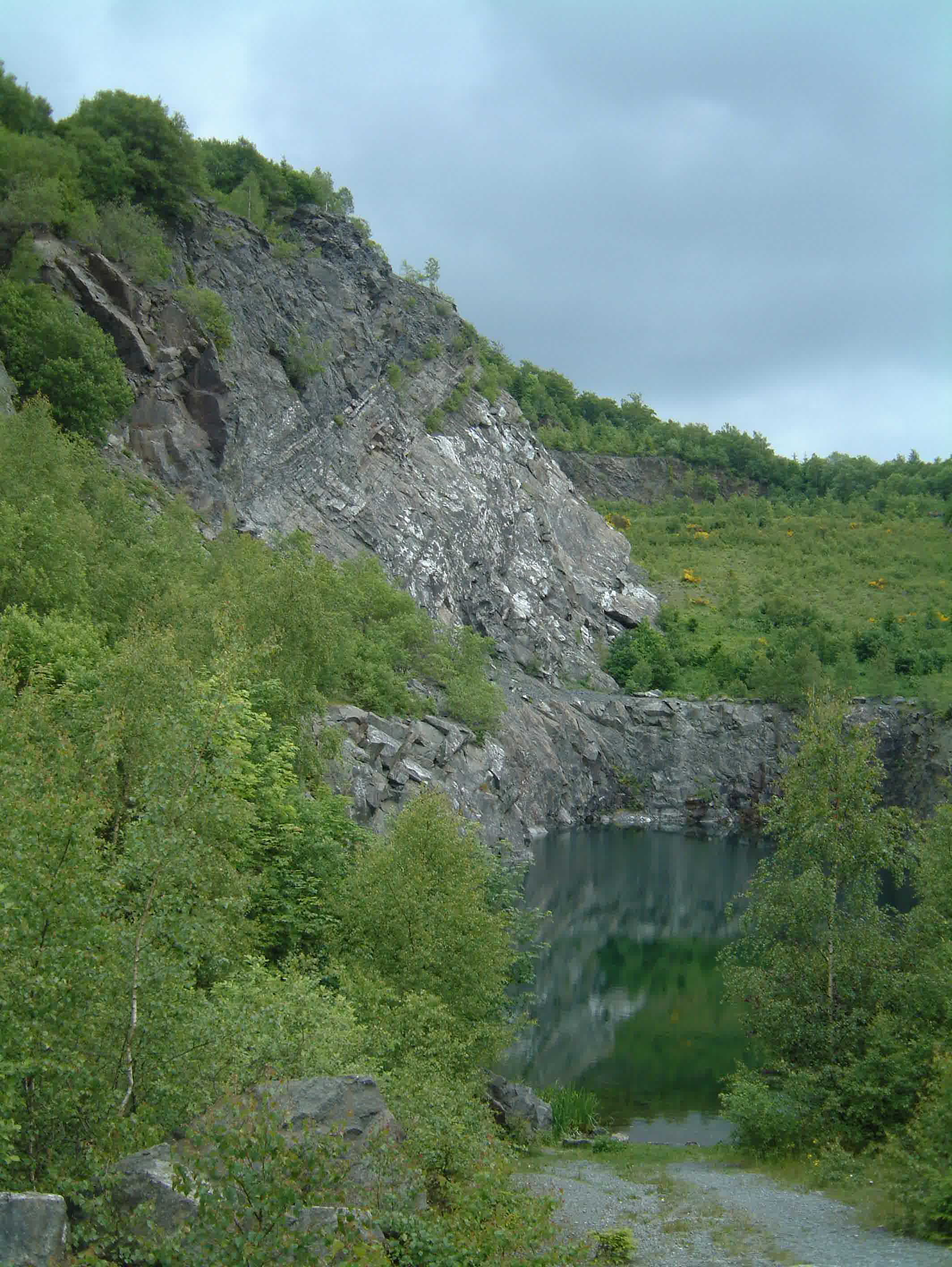
Felsbereich gehört zum NSG

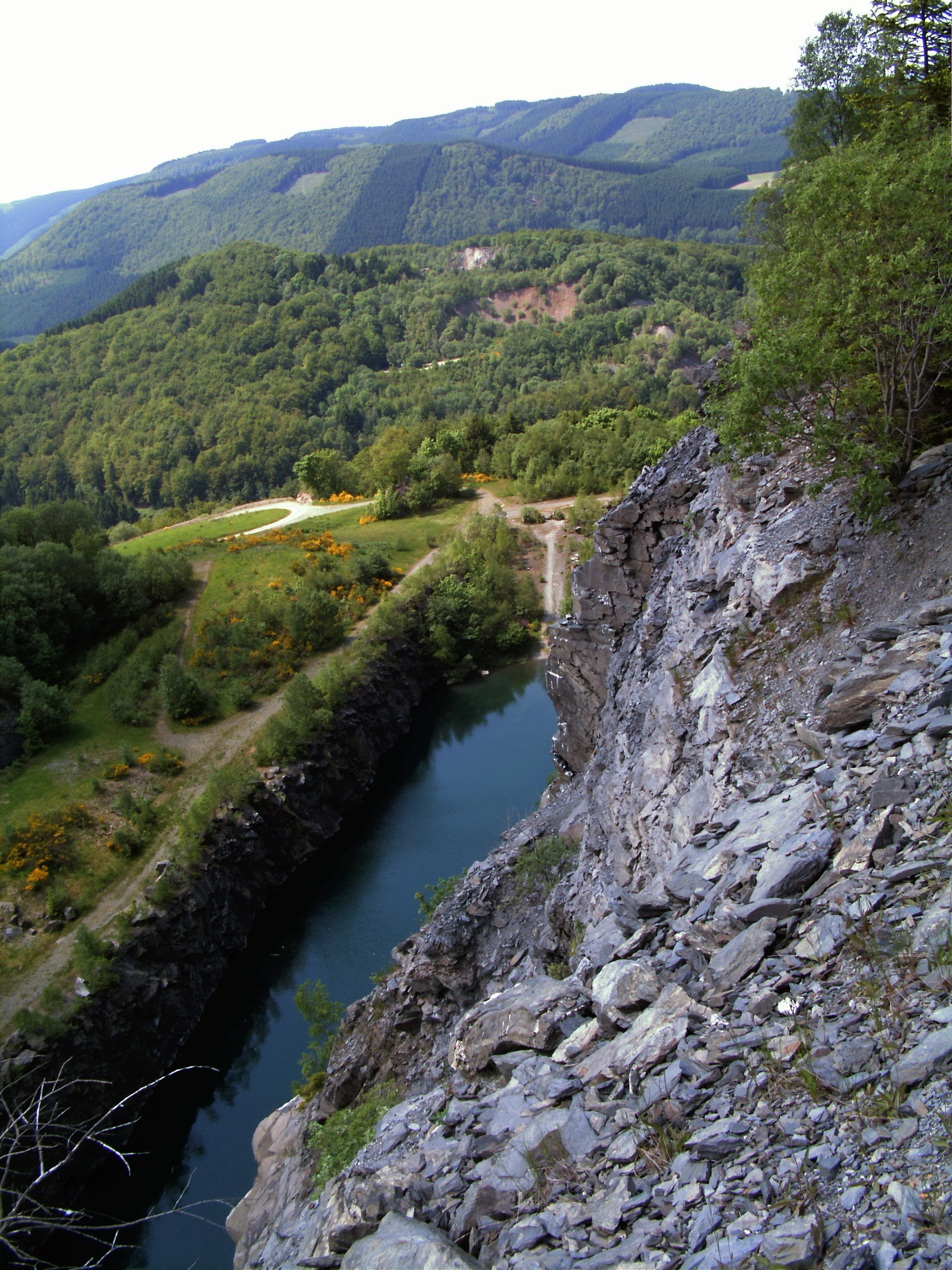
Blick vom NSG Richtung Südwesten

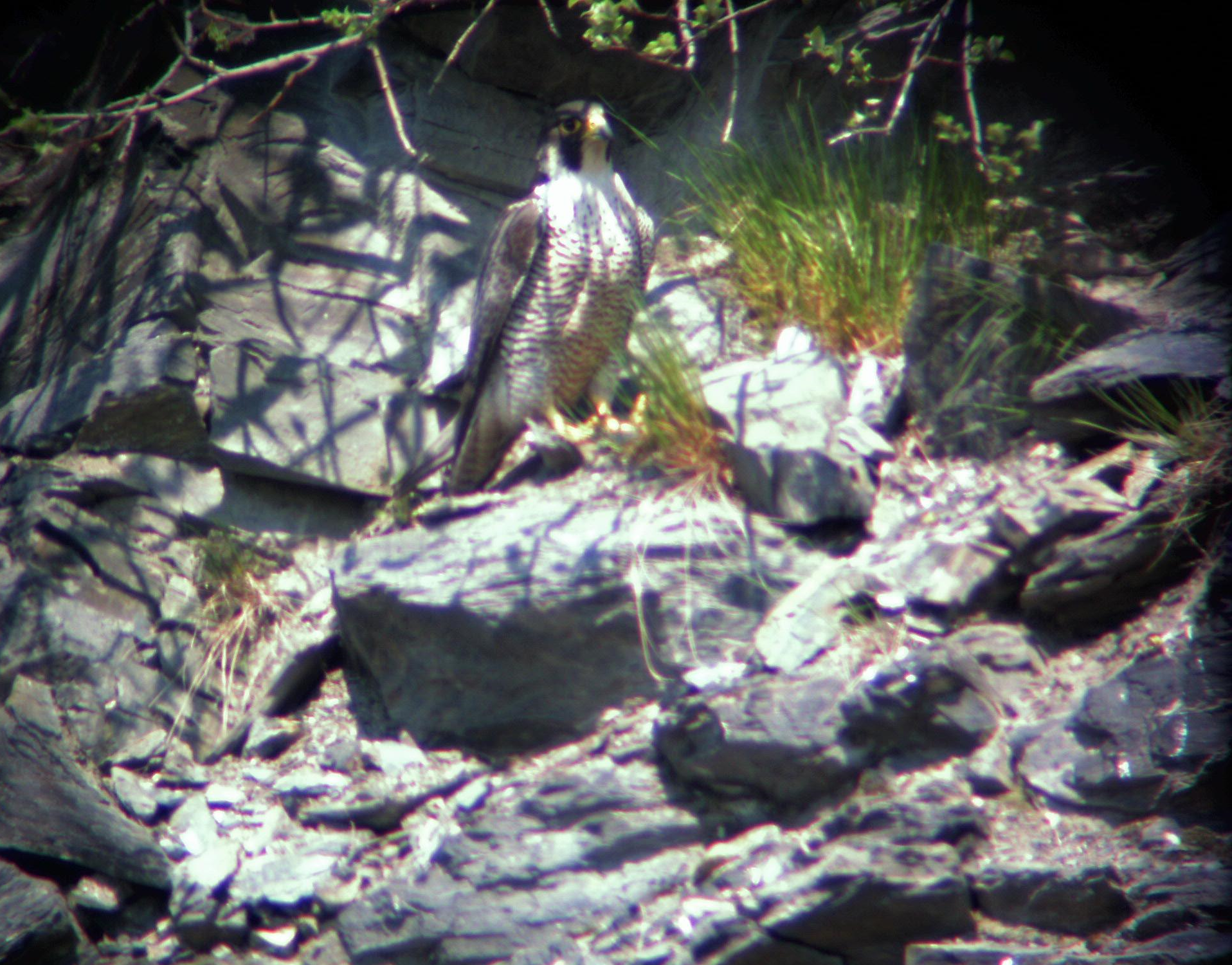
Wanderfalken-Weibchen im Steinbruch

Das Naturschutzgebiet Iberg ist ein 23,69 ha großes Naturschutzgebiet (NSG) im Stadtgebiet von Winterberg östlich von Siedlinghausen am Westhang des Ibergs. Das Gebiet wurde 2008 mit dem Landschaftsplan Winterberg durch den Hochsauerlandkreis als (NSG) ausgewiesen. Der Steinbruch Iberg gehört nur teilweise zum NSG. So liegt der Teich im Bruch nicht im NSG.

## Lebensräume
Im NSG befindet sich ein großflächig ein naturnaher Rotbuchenwald auf einem Diabas Untergrund am steilen Westhang des Ibergs. Der Hainsimsen-Buchenwald besteht aus mittlerem bis starkem Baumholz und ist örtlich durchsetzt von stehendem Totholz. Auf den Diabas-Blockhalden stehen einzelne Bergulmen und Bergahorne. Die Standortbedingungen ähneln reicheren Schlucht- und Blockschuttwäldern wie das Vorkommen des Silberblatts zeigt.
Am westexponierten Iberghang treten einige Felsen zu Tage. Das NSG umschließt große Teile des ehemaligen Steinbruchs am Iberg. Ins NSG sind der nördliche Rand des Steinbruchs einbezogen. Die dortigen Felswände sind ca. 20 m hoch. Im Bruch befindet sich die Kontaktzone zum mitteldevonischen Tonschiefer der Fredeburg-Schichten und dem Diabas. Die Tonschiefer sind durch den Kontakt mit dem Vulkangestein verkieselt und zu Hornstein umgewandelt. Aufgrund der geowissenschaftlichen Bedeutung dieser selten zu sehenden Konstellation wurde ein Teil der Steinbruchwand in die NSG-Abgrenzung einbezogen. Im Südwesten des NSG wurden alte Halden einbezogen, die durch ihre Standortdiversität und Sukzessionsstadien Habitatangebote für die Amphibien-, Reptilien- und Insektenfauna bereithalten.

## Fauna
Im Bergsee des ehemaligen Steinbruchs knapp außerhalb des NSG befindet sich ein Massenvorkommen des Grasfroschs. An den Felsen kam es früher zu Bruten von Wanderfalke und Uhu.

## Schutzzweck
Das Naturschutzgebiet wurde zur Erhaltung und Entwicklung eines Waldes und als Lebensraum gefährdeter Tier- und Pflanzenarten ausgewiesen. Wie bei anderen Naturschutzgebieten in Deutschland wurde in der Schutzausweisung darauf hingewiesen, dass das Gebiet „wegen der landschaftlichen Schönheit und Einzigartigkeit“ zum Naturschutzgebiet wurde. Das NSG speziell zur Erhaltung und Optimierung eines relikthaften Buchenbestandes und als Refugiallebensraum für das typische Arteninventar eines reicheren Hainsimsen-Buchenwaldes. Schutz der besonderen Habitatfunktion von Diabasblockschutt- und Klippenbereichen, ferner Sicherung von Trittsteinbiotopen als Kerne einer möglichen langfristigen Wiederausbreitung der heimischen, autochthonen Laubholzbestände im Zusammenhang mit weiteren NSG in diesem Naturraum.